# Un beau monstre
Pour plus de détails, voir Fiche technique et Distribution.
Un beau monstre est un film franco-italien réalisé par Sergio Gobbi et sorti en 1971.

## Synopsis
Alain Revant aimait souffrir et faire souffrir. Détruire l'objet même qu'il aimait lui procurait une véritable jouissance. Lorsque Sylvie, sa femme, à bout de nerfs, s'était jetée dans le vide, il s'était contenté de sourire. Malgré certains doutes exprimés par l'inspecteur Leroy, la police avait évidemment conclu à un suicide. Alain était un monstre. Un vrai monstre. Un beau monstre. C'est d'ailleurs sa beauté qui avait attiré Nathalie. Il avait bien su la faire languir. Aveuglée par l'amour, intriguée par le mystère qui émanait de cet homme, Nathalie l'avait épousé. Il l'avait très vite amenée, par une torture insidieuse et douce, à devenir une loque humaine. Il lui avait imposé les offenses, les humiliations, le voisinage répugnant d'amis homosexuels, une drogue euphorisante dont Nathalie ne pouvait plus se passer. Restaient la fuite, la révolte, le divorce. Mais la non-consommation du mariage arguée par Nathalie s'effondrera devant le fait que, inexplicablement, elle était enceinte. Nathalie se réfugia chez l'inspecteur Leroy. Celui-ci lui révéla l'hérédité de cet homme-enfant, assassin moral, malade pathologique. Mais, pour Nathalie, l'amour était le plus fort ; elle retourna chez Alain. Le destin amena alors ces deux êtres vers l'aboutissement tragique de leur passion désespérée, insoluble et maudite.

## Fiche technique
- Titre  original : Un beau monstre
- Réalisateur : Sergio Gobbi
- Assistant-réalisateur : Patrick Jamain
- Scénariste : Dominique Fabre  et Sergio Gobbi d'après le roman éponyme de Dominique Fabre
- Producteur : Sergio Gobbi
- Musique du film :  Georges Garvarentz
- Chanson : Stay & My Way of Loving You. par les Wallace Collection
- Photographie : Daniel Diot
- Montage :  Gabriel Rongier
- Direction artistique : Pierre Guffroy
- Son : Lucien Yvonnet
- Sociétés de production :  Paris-Cannes Productions - Mega Film
- Société de distribution : Compagnie Française de Distribution Cinématographique
- Pays de production :  France -  Italie
- Genre : drame
- Durée : 122 minutes
- Date de sortie : 
  - France : 10 février 1971
- Affiche : Michel Landi (France)

## Distribution
- Virna Lisi : Nathalie Revent, une jolie femme qu'épouse Alain en secondes noces
- Helmut Berger (doublé en français par Roger Coggio) : Alain Revent, son mari, beau lui aussi mais monstrueux
- Charles Aznavour : l'inspecteur Leroy, un policier qui cherche à sortir Nathalie des griffes d'Alain
- Alain Noury : Dino, l'ami homosexuel d'Alain
- Françoise Brion : Jacqueline, l'amie snob de Nathalie
- Édith Scob : Sylvie Revent, la première femme d'Alain qu'il a poussée au suicide
- Marc Cassot : Vincent, un playboy entre deux âges qui courtise Nathalie
- Yves Brainville : le commissaire Dedru
- Henri Crémieux : le professeur Richet, un psychiatre
- André Chanu : le docteur Schwartz
- Jacques Castelot : maître Wassermann
- Georges Berthomieu : le toxicologue
- Guy Marly : le chimiste
- Michel Peyrelon : le maître d'hôtel
- Robert Le Béal : le juge
- Dominique Marcas : Une voisine
- Howard Vernon : l'administrateur de biens
- Robert Berri : le concierge d'Alain
- Seda Aznavour : la voisine d'Alain
- Paul Pavel : le livreur
- Paul Bonifas : le portier de l'hôtel
- Alberto Farnese : l'ami d'Alain
- Nicole Argent
- Jacques Chevalier : un inspecteur de police
- Elisabetta Fanti
- Serge Berry